# Leie, Estland
För andra betydelser, se Leie (olika betydelser).
Leie är en by (estniska: küla) i Estland.   Den ligger i Kolga-Jaani kommun i landskapet Viljandimaa, i den centrala delen av landet, 130 km sydost om huvudstaden Tallinn. Leie ligger 38 meter över havet och antalet invånare är 284. Den ligger vid sjön Võrtsjärv.

## Geografi
Terrängen runt Leie är mycket platt.  Trakten runt Leie är nära nog obefolkad, med mindre än två invånare per kvadratkilometer. Närmaste större samhälle är Puhja, 18,9 km sydost om Leie.